# Neuvireuil
Neuvireuil is een gemeente in het Franse departement Pas-de-Calais (regio Hauts-de-France) en telt 451 inwoners (1999). De plaats maakt deel uit van het arrondissement Arras.

## Geografie
De oppervlakte van Neuvireuil bedraagt 4,3 km², de bevolkingsdichtheid is 104,9 inwoners per km².
De onderstaande kaart toont de ligging van Neuvireuil met de belangrijkste infrastructuur en aangrenzende gemeenten.

## Demografie
Onderstaande figuur toont het verloop van het inwonertal (bron: INSEE-tellingen).